# Clouage (génie civil)
En géotechnique, le clouage est une technique de renforcement des sols. C'est une méthode de construction permettant d'assurer la stabilité des talus en plaçant des inclusions rigides - en général métalliques - soit par forage et injection d'un coulis pour lier l'inclusion au terrain, soit par battage de barres métalliques,,.
Le clouage est une méthode de renforcement de la stabilité d'un talus qui est réalisée pendant le terrassement de ce talus, en descendant. Elle est nécessaire quand on désire donner à un talus une pente supérieure à la pente de talus naturel.

## Origine de la méthode
On rattache en général l'origine de cette méthode à deux techniques de renforcement de sol :
- celle développée pour tenir les roches par boulonnage dans les tunnels, appelée méthode autrichienne. Cette méthode a été développée par Rabecwiz à partir de 1964,
- le procédé Terre Armée® inventée par Henri Vidal en 1963 et développé par la société Terre Armée. C'est une technique de sol renforcé qui permet d'armer un remblai compacté pour lui faire acquérir les propriétés d'un mur poids[4]. Des armatures lient au parement et structurent en blocs le remblai compacté. Le parement est réalisé en plaques préfabriquées, généralement en béton armé.

Le premier mur en sol cloué a été réalisé en 1972-1973 sur une des lignes SNCF à Versailles pour élargir la plateforme ferroviaire. Cette première application avait été faite par les entreprises Bouygues et Solétanche. Elle consistait à réaliser une paroi provisoire dans du sable de Fontainebleau avec stabilisation avec des barres courtes scellées au coulis. En définitif, un mur en béton armé a été bétonné devant la paroi provisoire en terre armée.
Une première expérimentation a été réalisée en Allemagne vers 1978. Il y a eu une première tentative d'industrialisation de cette technique en utilisant des parements préfabriqués en 1981.
C'est à partir de 1986 que va être réalisé un programme de recherche national sur le clouage des sols - projet national CLOUTERRE - à l'initiative du ministère de l'Équipement, avec la Fédération nationale des Travaux publics et le ministère de la recherche. Ce projet s'est conclu en 1990 par la rédaction des "Recommandations CLOUTERRE 1991 pour la conception, le calcul, l'exécution et le contrôle des soutènements réalisés par clouage des sols".
Ce projet national a été prolongé par un second appelé CLOUTERRE II, entre 1992 et 1999, permettant d'approfondir la connaissance de ce type d'ouvrages de soutènement ou la stabilité du front de taille de tunnels. Il aborde le problème de leur déformation, du dimensionnement des parements, de leur comportement sous l'effet du gel ou d'un séisme. Ce projet a donné lieu à la publication d'un additif 2002 aux recommandations Clouterre.
Ces recherches ont permis d'aboutir à des normes dont les dernières versions sont :
- NF P94-270 de juillet 2009 - Calcul géotechnique - Ouvrages de soutènement - Remblais renforcés et massifs en sol cloué
- NF EN 14490 de septembre 2010 - Exécution des travaux géotechniques spéciaux - Clouage

Remarque : L'Eurocode 7 : Calcul géotechnique (NF EN 1997-1 de juin 2005) ne traite pas du clouage sauf pour citer, dans sa section 11 - "Stabilité générale", le procédé comme solution de renforcement permettant d'assurer la stabilité des talus raidis. L'Annexe nationale qui lui est adjointe renvoie à la norme NF P94-270.
Des programmes de calculs électroniques ont été mis au point pour l'étude de la stabilité des parois clouées comme les programmes de stabilité analytique TALREN, GEOSTAB et GEO5 ou les programmes de calcul aux éléments finis CESAR et PLAXIS.
Pour le soutènement de parois de grande hauteur, on peut mixer tirants actifs et clous passifs.